# Huub Zilverberg
Hubertus Zilverberg, detto Huub (Goirle, 15 gennaio 1939), è un ex ciclista su strada e pistard olandese.
Professionista tra il 1960 e il 1969, conta la vittoria di una tappa al Giro d'Italia e una tappa al Tour de France.

## Carriera
Tra i dilettanti si impose nell'Olympia's Tour 1959. Professionista dal 1960, corse per la Radium, la Locomotief-Vredestein, la Flandria, la G.B.C.-Libertas, la Televizier-Batavus e la Willem II-Gazelle. Le principali vittorie da professionista arrivarono in una tappa al Giro d'Italia 1962, una tappa al Tour de France 1962, una tappa alla Parigi-Nizza 1964 e una tappa al Giro del Delfinato 1966; vinse anche il Giro delle Fiandre indipendenti 1961 e partecipò a quattro edizioni dei campionati del mondo per professionisti. Su pista fu secondo nel campionato nazionale 1964 di inseguimento individuale. Si ritirò dall'attività nel 1969.

## Palmarès
- 1958 (dilettanti)

Ronde van Kruiningen
- 1959 (dilettanti)

Ronde van Brabant
3ª tappa, 2ª semitappa Olympia's Tour (Nijmegen > Stein)
Classifica generale Olympia's Tour
- 1960 (Radium, una vittoria)

4ª tappa, 1ª semitappa Tour de Pologne (Rzeszów > Debica)
- 1961 (Locomotief - Vredestein, una vittoria)

Giro delle Fiandre indipendenti
- 1962 (Flandria - Faema - Clément, due vittorie)

8ª tappa Giro d'Italia (Avellino > Foggia)
7ª tappa Tour de France (Quimper > Saint-Nazaire)
- 1964 (Flandria - Romeo, una vittoria)

6ª tappa, 1ª semitappa Parigi-Nizza (Bollène > Vergèze)
- 1966 (Televizier - Batavus, una vittoria)

2ª tappa, 2ª semitappa Giro del Delfinato (Le Creusot > Paray-le-Monial)

### Altri successi
- 1961 (Locomotief - Vredestein)

Criterium di Rijen
- 1962 (Flandria - Faema - Clément)

2ª tappa, 2ª semitappa Tour de France (Herentals, cronosquadre)
Criterium di Schiedam
Criterium di Leuze
GP du Parisien, cronosquadre
- 1963 (G.B.C. - Libertas)

Criterium di Rijen
- 1964 (Flandria - Romeo)

3ª tappa Parigi-Nizza (Étang du Plessis, cronosquadre)
- 1966 (Televizier - Batavus)

Bosdorpcriterium

## Piazzamenti

### Grandi Giri
- Giro d'Italia

1962: 15º
1963: ritirato
1964: ritirato
- Tour de France

1962: fuori tempo massimo (12ª tappa)
1963: ritirato (16ª tappa)
1964: 37º
1966: 64º
1967: 71º
1968: fuori tempo massimo (4ª tappa)
- Vuelta a España

1961: ritirato (9ª tappa)
1966: 26º
1967: 28º
1969: 51º

### Classiche monumento
- Milano-Sanremo

1963: 71º
1964: 34º
1966: 9º
- Giro delle Fiandre

1963: 29º
1964: 15º
1966: 14º
1967: 31º
- Parigi-Roubaix

1961: 58º
1965: 38º
1966: 29º
- Liegi-Bastogne-Liegi

1962: 17º
1963: 14º
1964: 14º

### Competizioni mondiali
- Campionato del mondo

Salò 1962 - In linea: 6º
Ronse 1963 - In linea: ritirato
Sallanches 1964 - In linea: 27º
Nürburgring 1966 - In linea: ritirato